# 1-Iodpropan
1-Iodpropan ist eine chemische Verbindung aus der Gruppe der aliphatischen, gesättigten Halogenkohlenwasserstoffe.

## Darstellung
1-Iodpropan kann aus absolutem n-Propanol durch Umsetzung mit rotem Phosphor und Iod dargestellt werden.

## Eigenschaften
1-Iodpropan ist licht- und luftempfindlich. Als technisches Produkt wird es zur Stabilisierung zum Beispiel mit Natriumcarbonat versetzt.